# INITE
INITE (Haitianisch-Kreolisch Inite Patriyotik, französisch: Unité patriotique, deutsch: Patriotische Einheit) ist eine am 28. November 2009 gegründete, einer Partei ähnelnde politische Plattform in Haiti. Ihre Auflösung wurde von ehemaligen führenden Mitgliedern am 30. April 2019 gefordert, aber von der damaligen Führung abgelehnt. Ihr Gründer und Anführer René Préval stützte seine Präsidentschaft in den Jahren 2006 bis 2011 auf die INITE als parlamentarische Gruppierung.

## Geschichte
Die INITE wurde am 28. November 2009 als Nachfolgerin der Lespwa gegründet, einer politischen Plattform, die von René Préval während seiner Präsidentschaftskandidatur im Jahr 2006 ins Leben gerufen worden war. Im November 2009 wurde Lespwa aufgelöst und ging in der neuen politischen Plattform auf, der auch Teile der Nationalen Christlichen Union für den Wiederaufbau Haitis (Union Nationale Chrétienne pour la Reconstruction d'Haïti, UNCRH), der Bewegung für den Nationalen Wiederaufbau (Mouvement pour la Reconstruction Nationale, MRN) der Bewegung für die Organisation des Landes (Mouvement d'Organisation du Pays, MOP) und der Partei „Öffnet das Tor“ (Parti Louvri Barye, PLB) beitraten.
Bei den Präsidentschaftswahlen des Jahres 2010 kandidierte Jude Célestin unter dem Banner der INITE und belegte nach dem ersten Wahlgang den zweiten Platz. Aufgrund einer Entscheidung des Conseil Électoral Provisoire (CEP) wurde er nicht für die Stichwahl zugelassen. Bei den Parlamentswahlen des gleichen Jahres errang die INITE 35 Sitze der damals 99 Mitglieder zählenden Abgeordnetenkammer sowie 11 der 30 Sitze im Senat.
Im April 2015 wurde die Plattform nach dem Zusammenschluss mit zwei anderen politischen Gruppierungen in Patriotische Einheit (Inite Patriyotik) umbenannt. Préval und seine Anhänger gründeten eine neue politische Gruppierung. Bei den Wahlen des Jahres verlor die INITE 3 Sitze im Senat und konnte die Zahl der Mitglieder in der Abgeordnetenkammer auf 39 steigern, wobei auch die Vergrößerung des Parlaments auf 119 Sitze eine Rolle spielte.
Ende April 2019 wurde berichtet, dass die nach dem Tod von Préval (2017) verbliebenen Gründungsmitglieder der INITE am 12. April ihre Auflösung beschlossen hätten. Der Sprecher des nationalen Koordinierungsausschusses, Sorel Jacinthe, bestritt jedoch am 6. Mai, dass die Partei aufgelöst worden sei, und beschuldigte Paul Denis, Gerüchte über ihre Auflösung zu verbreiten, um eine von ihm gegründete neue Partei zu stärken. Denis wies diese Anschuldigung jedoch zurück.
Am 14. Mai 2019 erklärten Mitglieder des nationalen Koordinierungsausschusses der INITE, dass die Partei nach wie vor existiere und die Gründungsmitglieder kein Recht hätten, sie aufzulösen, ohne die Frage mit den Mitgliedern der Partei gemäß der Parteisatzung zu erörtern. Justizminister Jean Roudy Aly reagierte auf die Proteste des Komitees gegen die angekündigte Auflösung, indem er sagte, er habe sie zur Kenntnis genommen, und die Situation bleibe unverändert.
Im Oktober 2020 bildete die INITE zusammen mit acht anderen Oppositionsparteien eine Koalition, um Präsident Jovenel Moïse zum Rücktritt zu bewegen. Nach der Ermordung von Moïse war sie eine der politischen Parteien, die am 9. Juli 2021 ein Abkommen unterzeichneten, in dem Joseph Lambert zum Interimspräsidenten erklärt wurde.
Am 11. September unterzeichneten sie und andere politische Parteien ein Abkommen mit Premierminister Ariel Henry für eine friedliche und einvernehmliche Verwaltung des Landes bis zur Vereidigung einer gewählten Regierung.

## Politische Positionen
Die INITE wird im politischen Spektrum links der Mitte verortet.